# Societat Coral El Clavell
La Societat Coral El Clavell és una entitat coral de Mollet del Vallès fundada l'any 1913 que organitza concerts popular de música popular al municipi. Forma part de la Federació Catalana d'Entitats Corals.

## Història
La coral fou fundada l'any 1913 per tres amics: Jaume Moly i Lloreda, conegut amb el sobrenom de Jacques, Joan Santamaria i el mestre Vicenç Solà. Formada exclusivament per homes, originalment es deia Coral Humorística El Clavell, ja que cantaven cuplets i popurris de caràcter humorístic i amb un cert to de burla. Moly fou el primer president de la junta directiva de l'entitat i s'encarregava d'escriure la lletra de les cançons, mentre que Solà, primer director de la coral, hi posava la música. El dissabte de Glòria de l'any 1914, la coral va cantar per primera vegada en públic i també estrenaren el primer estendard: un penó en forma de senyera amb el lema de Societat Coral humorística El Clavell de Mollet. Durant els següents anys sortien a cantar els dissabtes de glòria, oferien un recital per les autoritats municipals, anaven a la rectoria del poble i, finalment, anaven a cantar davant les cases particulars. Els petits beneficis servien per fer una costellada el dia de la Pasqua de Pentecosta.
L'any 1925 Vicenç Solà deixa la Coral per raons personals i fou substituït primer, pel mestre Ernest Berenguer i Pou, entre 1925 i 1929, i més tard, pel mestre Antoni Suñé i Font, que fou director de la coral entre 1929 i 1973. Pel que fa a Jaume Moly va deixar la presidència de l'entitat l'any 1930, essent substituït per Joan Castells i Morató. Durant aquest període la coral decidí incorporar-se a la Federació de Cors de Clavé l'any 1931. Per aquest motiu, l'entitat passà a anomenar-se Societat Coral Recreativa El Clavell i, per una altra part, van haver de deixar de banda el vessant més humorístic i irònic de les lletres dels cuplets. També van haver de canviar la indumentària, de la gorra de plat a l'original barretina, així com substituir l'estendard vell amb un de nou que incorporava la nova denominació de la coral. Els primers assaigs de l'entitat es feren al Tabaran i, posteriorment, es van celebrar a l'Hostal La Marinette i al Bar Regino.
Després de la Guerra Civil, la coral tornà a recuperar la seva activitat plenament l'any 1946 sota la presidència de Joan Castells. Havia posat com a condició que l'entitat continués cantant en català i, després moltes denegacions, les autoritats franquistes li donaren aquest permís. Durant aquesta segona etapa, l'entitat participà en molts esdeveniments festius i culturals del municipi. Cal destacar la participació de la coral a la Festa de la Vellesa així com la composició de la sardana del mateix nom, amb lletra del poeta local Joan Aliguer i música del mestres Suñé. També van impulsar el monument dedicat Anselm Clavé, inaugurat el 17 d'octubre de 1965, i la inauguració de la plaça d'Antoni Suñé i Font, el 13 d'octubre de 1968, per la seva dedicació a la Coral.
Degut a la malaltia del mestre Suñé l'any 1973, fou substituït pel mestre Pelegrí Bernial, que va deixar la direcció al cap de dos anys per acabar els seus estudis. Per altra banda, el desembre de 1974, l'entitat sota la presidència d'Isidre Butjosa va donar el vist-i-plau a l'entrada de dones com a membres de la coral i, mesos més tard, van fer el seu primer concert el 23 de juny de 1975 a l'església de Mollet. A finals del mateixa any, el mestre Vicenç Corominas i Pi assumeix la direcció de la coral. Durant la seva etapa, va musicar el poema “Himne a Mollet” amb lletra del polític local Joan Ambrós i Lloreda, que va esdevenir himne oficial de la ciutat aprovat pel Ple de la Corporació l'11 de setembre de 1994.